# Room V
| Críticas profissionais | Críticas profissionais |
| Avaliações da crítica  | Avaliações da crítica  |
| Fonte                  | Avaliação              |
| ---------------------- | ---------------------- |
| Sea of Tranquility     | [ 1 ]                  |

Room V é o quinto álbum de estúdio da banda de metal progressivo estadunidense Shadow Gallery, lançado em 6 de Junho de 2005. O álbum dá continuidade à história iniciada no álbum Tyranny, continuando após o Ato II deste mesmo álbum. 
É o primeiro álbum da banda a não ter um dos membros fundadores, o tecladista Chris Ingles, embora
este tenha participado do processo de criação do álbum antes de sua saída. É também o último álbum a contar com a participação do vocalista Mike Baker - que esteve presente desde o primeiro álbum da banda -, que veio a falecer de um ataque cardíaco em 2008.
A capa do álbum também foi feita por Rainer Kalwitz, que também fez a capa do álbum Tyranny.

## Faixas
Ato III:
1. "Manhunt" – 2:07
2. "Comfort Me" – 6:49
3. "The Andromeda Strain" – 6:44
4. "Vow" – 8:25
5. "Birth of a Daughter" – 2:38
6. "Death of a Mother" – 2:13
7. "Lamentia" – 1:02
Ato IV:
8. "Seven Years" – 3:35
9. "Dark" – 1:01
10. "Torn" – 8:21
11. "The Archer of Ben Salem" – 7:26
12. "Encrypted" – 7:59
13. "Room V" – 7:42
14. "Rain" – 8:59

## Enredo

### Manhunt
Esta é uma faixa instrumental. A história recomeça onde terminou. Oito horas depois, o protagonista - anônimo - continua fugindo e se escondendo do governo, enquanto está a procura de seu "amor".
A música é tão fugaz como a faixa Chased do álbum Tyranny. Próximo de sua finalização, a música
ressuscita um pedaço da melodia de piano da música Christmas Day, também do Tyranny, uma vez que
o período da história continua se passando no Natal. A música encerra com uma seção muito calma como
na música Chased.

### Comfort Me
Finalmente, o protagonista se junta ao seu amor (retratada, novamente, por Laura Jaeger). Ambos estão
cansados de serem obrigados a fugir e se esconder, mas percebem o quanto se sentem confortáveis quando
estão juntos. Por fim, ambos prometem que ficarão sempre juntos.

### The Andromeda Strain
O diário dela revela seu passado. Outrora trabalhava para a cura da varíola. Ela utilizou seu próprio DNA para criar um medicamento para a cura.
No entanto, um de seus empregadores tinha como o objetivo contrário de causar um surto de varíola
antes que ela liberasse o medicamento. Esta então roubou sua fórmula, fugindo para longe dela, colocando a coadjuvante em uma situação similar da ocorrida durante os eventos do Tyranny.

### Vow
Logo o protagonista pede seu amor em casamento, e os dois se casam, na esperança de
esquecerem, por conseguinte, suas vidas passadas.

### Birth of a Daughter
Este é o segundo instrumental e, como o título sugere, a mulher está dando a luz a uma filha - nomeada de Alaska. A música começa calma com uma súbita mudança pesada, terminando, não obstante, calma como se iniciou.

### Death of a Mother
Este é o terceiro instrumental, também uma sequela da faixa anterior. Deixa de lado a
animação da faixa anterior para um clima mais sombrio, com sinais do monitor cardíaco ambientados em conjunto com dolorosos solos de guitarra.
Como o título deixa claro, a esposa do protagonista morreu durante o nascimento da menina, deixando o protagonista sozinho com sua filha.

### Lamentia
O protagonista está triste e melancólico, já que sua esposa prometeu que nunca partiria durante a "Comfort Me", mas essa partiu muito rapidamente.
O arranjo vocal é idêntico ao da faixa "Comfort Me", já que o protagonista lembra da promessa agora quebrada. Ele diz que agora ela está nas mãos de Deus, enquanto ele é obrigado a sobreviver no mundo.

### Seven Years
Essa é a quarta faixa instrumental. Como o título sugere, se passaram sete anos após a morte de sua esposa.
A filha do protagonista, Alaska, cresceu saudável. O clima da faixa é exuberante e inocente.

### Dark
Essa é a quinta e última faixa instrumental. A vida pacata do protagonsita muda novamente quando subitamente uma janela é quebrada seguido de um agudo grito. Após o grito, a palavra "daddy" (papai) é ouvida duas vezes. O restante da música é sombria.

### Torn
Quando o protagonista entra na sala, percebe que Alaska foi sequestrada. O protagonista
diz que não ouvira os gritos, e começa a vociferar pelos sequestradores. Ele se pergunta então se 
realmente conseguirá escapar de seu passado. Embora ele tenha certeza que o sequestro de sua filha
tenha sido feito pela Nova Ordem Mundial, sua filha é a única importância que tem agora.

### The Archer of Ben Salem
Durante a manhã, o protagonista se dirige para a floresta determinado em salvar Alaska, mas vê um soldado com um arco apontado para ele. O Arqueiro (interpretado por Carl Cadden-James), de um especial segmento das Forças Especiais dos Estados Unidos em luta contra a Nova Ordem Mundial (que já havia perseguido o protagonista anteriormente no Tyranny), chega com notícias. Ele revela que o vírus da varíola está em mãos erradas, e que foi tentado criar um soro, sem sucesso. 
Então o Arqueiro revela que que carrega o mesmo tipo raro de sangue que sua esposa tinha, sugerindo que Alaska também tem esse mesmo sangue, essencial para a criação da vacina. O Arqueiro revela que sua esposa não morreu naturalmente, mas foi assasinada por Mossad (um serviço secreto de Israel) para utilizar seu sangue (do bebê; utilizando também o sangue dos ventres da sua falecida esposa). O Arqueiro revela que a Nova Ordem Mundial está por trás de tudo isso, e que as Forças Especiais dos Estados Unidos tem uma missão fundamental para o protagonista realizar.

### Encrypted
O Arqueiro leva o protagonista para uma parte muito escondida de uma cidade, para uma sala escondida atrás de uma biblioteca. Aqui o protagonista trabalha no soro, enquanto o Arqueiro faz a guarda do local. Ele percebe que a Nova Ordem Mundial está planejando soltar uma praga e vender os soros para os afortunados pagarem suas curas. Quando o protagonista termina, um cientista leva o disco e acena positivamente com a cabeça.
É também revelado que a palavra código e a palavra-chave do soro são "Room V" e "Tyranny" respectivamente; após isso, o protagonista começa a formar uma resistência.

### Room V
O protagonista forma então uma banda de seis membros, que são na realidade os próprios membros do
Shadow Gallery (com o objetivo de quebrar a quarta parede), sugerindo também que o protagonista é realmente Mike Baker. Eles escrevem no soro os códigos Room V e Tyranny, sabendo que com status underground do Shadow Gallery, eles podem espalhar as devidas informações sobre o soro sem que a Nova Ordem Mundial saiba.
Um código binário é listado no encarte do álbum. Os ouvintes são instados também a se unir à resistência dando suporte ao Shadow Gallery. Uma jam de cinco minutos fecha a música seguido de um som de chuva.

### Rain
Finalmente, após o protagonista acabar com sua missão para as Forças Especiais dos Estados Unidos,
ele continua a procurar por sua filha perdida.
Todos os seus feitos podem ter salvo o mundo, mas também destruiram tudo aquilo a que ele já viveu - daí a metáfora: "Their antidote is poison" ("Seu antídoto é o veneno"). O protagonista, por fim, diz estar cansado deste mundo e desta vida, suplicando por sua esposa. Fica implícito que o protagonista pode ter morrido, ficando ambíguo o que realmente pode ter ocorrido com Alaska e até mesmo com o próprio.

## Edição especial
Há uma versão limitada do álbum que possui um segundo disco incluindo algumas faixas bônus, além de um
documentário chamado The Story of Room V, contando com todos os devidos pormenores a história do Room V, que pode ser acessado através de um leitor de CD-ROM no PC. Essas faixas são:
1. Joe's Spotlight – 3:06
2. She Wants to Go Home – 2:40
3. Memories (Demo) – 1:59
4. Rain (Acoustic Version) – 5:53
5. "Floydian Memories" – 24:36
  1. Pigs on the Wing (Part I)
  2. Fearless
  3. Mother (The Post War Dream/Thin Ice)
  4. Bike
  5. Brain Damage
  6. (Tienneman's Square/Goodbye Blue Sky)
  7. Point Me at the Sky
  8. Your Possible Pasts
  9. Shining On (solo de guitarra por Arjen Anthony Lucassen)
  10. One in the Crowd
  11. Several Species of Small Furry Animals Gathered Together in a Cave and Grooving with a Pict (distant ## banter)
  12. Baby Lemonade (com o riff de guitarra da Another Brick in the Wall)
  13. Welcome to the Machine (com uma vocalização da Wish You Were Here)
  14. Summer of '68 (instrumental)
  15. Sheep (cantado por Arjen Anthony Lucassen)
  16. Julia Dream
  17. Comfortably Numb (solo de guitarra por Gary Wehrkamp)
  18. Cymbaline
  19. Corporal Clegg (with interspersed vocalization from The Great Gig in the Sky)
  20. Mother Reprise
  21. Wot's... Uh the Deal? (com pedaços da Wish You Were Here)
  22. The Fletcher Memorial Home (Paranoid Eyes/The Final Cut)
  23. On the Turning Away
  24. Pigs on the Wing (Part II)

- A faixa "Joe's Spotlight" é um solo de bateria de Joe Nevolo.
- A faixa "She Wants to Go Home" é uma música instrumental.
- A faixa "Floydian Memories" é uma grande melodia composta de diversas músicas do Pink Floyd, embora algumas não são:
  - Não existe nenhuma música chamada "Tienneman's Square" composta pelo Pink Floyd. É incerto se a banda colocou o nome errado de propósito ou não, brincando com o nome da própria Praça de Tiananmen.
  - A seção "Baby Lemonade" é uma música composta pelo ex-integrante do Pink Floyd, Syd Barrett.

## Pessoal
- Mike Baker - vocal principal
- Brendt Allman - Guitarra, violão e backing vocals
- Carl Cadden-James - Baixo, backing vocals e flauta
- Gary Wehrkamp - Teclado, guitarra e backing vocals
- Joe Nevolo - Bateria e percussão

Músicos adicionais
- Laura Jaeger - vocais na "Comfort Me"
- Libby Molnar - parte da Alaska em "Dark"
- Mark Zonder - bateria na "One in the Crowd" e uma porção da "Floydian Memories"
- Arjen Lucassen - vocais no decorrer da "Floydian Memories"; solo de guitarra na "Seven Years" e em um extrato da "Shining On"
- Jim Roberti - vocais no decorrer da "Floydian Memories"
- Joe Stone - primeiro solo de guitarra na "The Archer of Ben Salem"